# Jampilský rajón (Sumská oblast)
Jampilský rajón (ukrajinsky Ямпільський район) byl rajón v Sumské oblasti na Ukrajině. Hlavním městem byl Jampil a rajón měl přibližně 24 tisíc obyvatel. 

## Sídla v rajónu
- Družba
- Jampil
- Svesa